# Patrick Portella
Patrick Portella est un compositeur français né le 25 mars 1953 à Alger. Il est compositeur résidant au Centre National de Création Musicale de Marseille (Gmem) de 1981 à 2012.

## Biographie
Il fait ses études musicales au Conservatoire à rayonnement régional de Marseille.
Il rejoint le groupe Znr d'Hector Zazou et Joseph Racaille en 1976 et se rapproche du milieu des musiques alternatives jusqu'en 1983. Parmi ses collaborations de l'époque : Miniatures avec Gavin Bryars, Robert Wyatt, The Residents et Recommended Records Sampler (en) avec Art Zoyd, Heiner Goebbels, Faust.
Il s'oriente ensuite plus spécifiquement vers la musique contemporaine et expérimentale. Il est compositeur résidant au Centre National de Création Musicale de Marseille (Gmem) à partir de 1981.
Depuis 1985, il s'intéresse tout particulièrement à la rencontre musique traditionnelle / musique contemporaine, à la conque marine, aux textes parlés et chantés, au théâtre musical, en s'inspirant de la notion d'altérité développée par l'écrivain voyageur Victor Segalen : « Le principe d'exotisme maintient en permanence confrontés des langages distants, hétérogènes, dissonants, rapprochement d'où naît une beauté mystérieuse et moderne absolument ».
Grâce à plusieurs bourses Villa-Médicis hors-les-murs et Commandes d’État/Gmem (Haïti, Nouvelle-Calédonie, Indonésie, Inde du sud et du nord, Iles Marquises, Cambodge...), il développe ses recherches sur les différentes techniques de jeu de la conque marine. Il s'intéresse plus particulièrement à la résonance interne du coquillage. L'amplification du pavillon et de son aire de résonance devient ainsi une source sonore traitée par différents programmes de spatialisation développés au Gmem-CNCM.
Il réalise plusieurs créations dans les festivals suivants : Festival Ars Electronica de Linz (Autriche 1986), Festival Manca de Nice (1988), Festival Mimi de Saint Rémy de Provence (1988),, Festival Inventionen de Berlin (1992), Festival Les Musiques Marseille (1992 à 2014), Festival Détours de Babel, de Grenoble (2001-2002), Festival Musica Sacra de Maastricht (2009).
En parallèle de ses compositions musicales, il réalise plusieurs collaborations en lien avec d'autres arts : théâtre (Bruno Meyssat de 2002 à 2022), arts plastiques (Nan Goldin – Sœurs, saintes et sybilles 2005) environnement sonore  de l'Exposition permanente de la Grande galerie de l'Évolution – Muséum national d'histoire naturelle – 1993 à 2013, danse (Michel Kelemenis – 2007).
Il est chargé de cours à l’École supérieure d'art d'Aix-en-Provence de 2003 à 2013.

## Œuvres
Patrick Portella crée de nombreuses œuvres, notamment : 
- 1982 : Mémoire de chien, pour clarinette, hautbois, percussions et sons spatialisés.
- 1986 : Le voyage d'hiver, pour voix et sons spatialisés, d'après Franz Schubert. Disque CD - collection Gmem Effects input.
- 1988 : Hélé, pour quatre voix, conques marines et sons spatialisés.
- 1989 : Agoué-Agoué, théâtre musical pour 4 voix, conques marines et percussions et sons spatialisés.
- 1992 : Le massacre des Eletok théâtre musical pour 4 voix, conques marines, et sons spatialisés. Disque CD - collection Gmem Effects input.
- 1994 : Chants de mariage crétois, pour voix féminine et sons spatialisés.
- 1996 : Matjapat Songs, pour deux sopranos, percussions et sons spatialisés. Disque CD - collection Gmem Effects input.
- 1998 : Les Rêveries de la Résonance, pour voix et sons spatialisés.
- 2000 : Fuir, là-bas, fuir, pour voix féminine et sons spatialisés. Disque CD - collection Gmem Effects input.
- 2002 : Entre le temps et l’éternité, pour voix et sons spatialisés. Disque CD - collection Gmem Effects input.
- 2006 : Une Ultime Flambée, pour voix, performer et sons spatialisés.
- 2008 : Angkor dégagé de la forêt, pour voix et sons spatialisés.
- 2010 : Tabou (sur le sang), pour 5 ordinateurs portables et vidéo.
- 2012 : Tabou (ou les périls de l’âme), pour 5 ordinateurs portables et vidéo.
- 2014 : Pansori, pour voix féminine et sons spatialisés.
- 2019 : D’un vallon l’autre..., pour 5 souffleurs de conques marines et récitant.

## Musiques de scène
Il compose la musique de plusieurs spectacles :
- 2006 : La dernière bande, Krapp's last tape (S. Beckett) de Xavier Marchand.
- 2008 : Forces (August Stramm) de Bruno Meyssat..
- 2012 : 15 % de Bruno Meyssat.